# 5e division d'infanterie (Corée du Sud)
Pour les articles homonymes, voir 5e division d'infanterie.
La 5e division d'infanterie de Corée du Sud est une division de l'Armée de terre de la République de Corée créée le 29 avril 1948. Elle participa à la Guerre de Corée.